# 안종범
안종범(安鐘範, 1959년 7월 15일 ~)은 대한민국의 정치인, 대학교수이다.

## 생애
성균관대학교 경제학과 교수를 지냈다. 새누리당 비례대표로 제19대 국회의원을 역임하였다. 2012년 대선 당시 박근혜 캠프에서 경제 분야 공약을 만들었다. 2014년 6월 박근혜 정부 제2대 경제수석비서관에 지명되면서 의원직을 사직했다. 2016년 5월 박근혜 정부 제2대 대통령비서실 수석비서관에 임용되어 일하다가 박근혜 대통령이 '최순실 비선 실세 파문'과 관련해 수석비서관들에게 일괄 사표 제출을 지시하면서 2016년 10월 30일 사임하였고 제3대 대한민국의 대통령비서실 수석비서관 강석훈이 그 직을 임시 대행했다.
최순실 국정농단 사태에서 주범으로 지목돼 2016년 11월 구속됐다. 박근혜 대통령 등과 공모해 삼성 등 15개 전경련 회원사에 미르‧K스포츠재단에 774억원을 출연하도록 강요한 혐의(직권남용권리행사방해) 등을 받았다.

## 기업에 지원 및 계약 강권·증거 인멸 지시·뇌물수수·국회 증인 불출석
안종범은 대통령의 직무를 보좌하는 차관급 정무직공무원인 대통령비서실 경제수석비서관과 정책조정수석비서관으로 근무한 바 있다.
안종범은 박근혜 대통령의 측근 최서원(개명 전 최순실) 등과 공모하여 전국경제인연합회 임직원, 기업체 대표 등으로 하여금 미르재단 및 케이스포츠재단 관련 금원을 모집, 출연하도록 하였다.
안종범은 최서원, 박근혜 대통령 등과 공모하여 현대자동차그룹 부회장 등으로 하여금 최서원의 지인이 운영하는 케이디코퍼레이션과 제품 납품계약을 체결하도록 하고, 최서원이 설립·운영을 주도한 플레이그라운드에 광고를 발주하게 하였다.
안종범은 최서원, 박근혜 대통령 등과 공모하여 포스코그룹 회장 등으로 하여금 펜싱팀을 창단하고 최서원이 설립·운영을 주도한 더블루케이가 그 매니지먼트를 하는 내용의 합의를 하게 하였다.
안종범은 최서원, 박근혜 대통령 등과 공모하여 KT회장 등으로 하여금 이○○, 신○○의 채용 및 특정 보직으로의 전보, 플레이그라운드의 광고대행사 선정 등을 하게 하였다.
안종범은 최서원, 박근혜 대통령, 김종 등과 공모하여 GKL 대표이사로 하여금 더블루케이와 에이전트 계약을 체결하게 하였다.
안종범은 최서원, 차은택 등과 공모하여 광고대행사인 포레카를 인수하려는 피해자에게 포레카 지분 80~90%를 내놓으라고 협박하였으나, 피해자가 응하지 않아 미수에 그쳤다.
안종범은 전국경제인연합회 이○철 부회장에게 '압수수색에 대비하라'는 취지로 말하여 휴대전화를 폐기하도록 하였다.
안종범은 대통령의 지시로 사업 등을 지원하면서 알게된 박○윤, 김○재 부부로부터 2014년 8월 경부터 2016년 5월 경까지 총 12회에 걸쳐 4949만원 상당의 금품 등을 수수하였다.
안종범은 국회 국정조사특별위원회의 각 2회에 걸친 증인 출석 및 동행명령 요구를 받고도 정당한 이유 없이 이에 불응하였다.
2016년 11월 20일 검찰 특별수사본부는 안종범을 직권남용권리행사방해, 강요, 강요미수 혐의로 구속 기소하였다.
2018년 2월 13일 서울중앙지방법원 제22형사부는 직권남용권리행사방해, 강요, 강요미수, 증거인멸교사, 특정범죄가중처벌등에관한법률위반(뇌물), 국회에서의증언·감정등에관한법률위반 죄로 안종범에게 징역 6년, 벌금 1억원을 선고하고 벌금을 납입하지 아니하는 경우 1년간 노역장 유치를 주문하였다. 또한 압수된 보테가 핸드백 1점, 루이뷔통 핸드백 1점의 각 몰수, 4,290만원의 추징을 명령하였다.
이후 2018년 8월 24일 2심에서는 징역 5년, 벌금 6000만원을 선고받아, 징역 1년, 벌금 4000만원이 줄어들었다.

## 범죄 논란

### 롯데그룹에 케이스포츠재단 지원 강권 논란
검사는 안종범이 박근혜 대통령, 박근혜의 측근 최서원(개명 전 최순실) 등과 공모하여 롯데그룹 회장 등으로 하여금 케이스포츠 재단에 70억원을 지원한 것으로 보고 직권남용권리행사방해, 강요 죄로 기소하였다.
2018년 2월 13일 서울중앙지방법원은 안종범에게 무죄를 선고했다.

### 세월호 특별조사위원회 활동 방해 직권남용 논란
2018년 3월 29일 서울동부지방검찰청 형사6부는 안종범을 직권남용권리행사방해 혐의로 불구속 기소하였다. 안종범은 대통령비서실 경제수석비서관에 재직 당시 4.16세월호참사 특별조사위원회의 대통령 행적 조사 안건 상정 단계 때 특별조사위원회 활동 방해를 위해 해양수산부 공무원들에게 ‘세월호 참사 당시 청와대 7시간 행적 조사 안건’ 부결을 위한 기획안을 마련하고 실행토록 지시하였다.
2019년 6월 25일 서울동부지방법원은 안종범에게 무죄를 선고했다.

## 학력
- 계성고등학교
- 성균관대학교 경제학 학사
- 성균관대학교 대학원 경제학 석사
- 위스콘신대학교 대학원 경제학 박사

## 경력
- 1990 ~ 1991 : 미국 빈곤문제연구소 연구조교
- 1991 ~ 1992 : 대우경제연구소 선임연구위원
- 1992 . 08 : 한국조세연구원 연구위원
- ~ 1996 . 09 : 한국조세연구원 연구조정부장
- 1996 . 11 ~ 1998 . 02 : 서울시립대학교 경제학부 교수
- 1997 . 04 ~ 1998 . 02 : 노사관계개혁위원회 책임전문위원
- 1998 . 04 ~ 2002 . 02 : 감사원 국책사업감시단 자문위원
- 1998 ~ 2016  : 성균관대학교 경제학과 교수
- 2000 . 12 ~ 2002 . 02 : 경제정의실천시민연합 재정세제위원회 위원장
- 2002 . 09 ~ 2002 . 12 : 한나라당 이회창 대통령후보 정책 특보
- 2003 . 03 ~ 2004 . 02 : 국세청 세정혁신추진기획단 위원
- 2003 . 09 ~ 2004 . 08 : 성균관대학교 경제연구소 소장
- 2003 . 10 ~ 2005 . 12 : 서울시정개발연구원 서울경제연구센터 자문위원
- 2004 . 02 ~ 2005 . 01 : 보건복지부 사각지대해소대책전문위원회 위원
- 2004 . 04 ~ 2004 . 08 : 기획예산처 기금운용평가단 위원
- 2008 . 03 ~ 2010 : 매일경제신문 객원논설위원
- 2008 . 03 ~ 2010 . 09 : 한국재정학회 회장
- 2009 . 08 : 금융위원회 공적자금관리위원회 위원
- ~ 2011 . 08 : 금융위원회 공적자금관리위원회 자금지원심사소위원회 위원장
- 2010 . 03 ~ 2011 . 02 : 국민경제자문회의 민간위원
- 2011 . 03 ~ 2012 : 재정위험관리위원회 위원
- 2012 . 06 ~ 2014 . 06 : 제19대 국회의원 (비례대표/새누리당)
- 2012 . 07 : 제19대 국회 기획재정위원회 위원
- 2012 . 09 ~ 2012 . 12 : 새누리당 대통령 선거후보 경선캠프 정책메세지 본부장
- 2013 . 01 ~ 2013 . 02 : 제18대 대통령직 인수위원회 고용복지분과위원회 위원
- 2013 . 04 : 국회 예산재정개혁특별위원회 간사
- 2013 . 04 : 국회 기획재정위원회 조세개혁소위원회 간사
- 2013 . 05 : 새누리당 정책위원회 부의장
- 2014 . 06 : 제19대 국회 예산결산특별위원회 위원
- 2014 . 06 ~ 2016 . 05 : 대통령비서실 경제수석비서관
- 2016 . 05 ~ 2016 . 10 : 대통령비서실 정책조정수석비서관

## 역대 선거 결과
| 실시년도 | 선거  | 대수 | 직책     | 선거구        | 정당     | 득표수      | 득표율         | 순위 | 당락 | 비고 |
| -------- | ----- | ---- | -------- | ------------- | -------- | ----------- | -------------- | ---- | ---- | ---- |
| 2012년   | 총선  | 19대 | 국회의원 | 비례대표 12번 | 새누리당 | 9,130,651표 | \| \| 42.8% \| | -    |      | 초선 |
|          | 42.8% |      |          |               |          |             |                |      |      |      |